# Catedral III
Catedral III é o terceiro álbum de estúdio da banda Catedral, lançado em 1991 pela gravadora Pioneira Evangélica.  É o último álbum com Glauco Mozart no teclado e foi o trabalho que fez a banda notória nacionalmente.
Em 2018, foi considerado o 44º melhor álbum da década de 1990, de acordo com lista publicada pelo Super Gospel.

## Faixas
1. "O Silêncio"
2. "Perto de Mim"
3. "Quando o Amor Bate no Peito"
4. "Erupção"
5. "Miragens Urbanas"
6. "Ainda Não Vi o Que Sempre Quis"
7. "Em Busca do Elo Perdido"
8. "Pedro Zé, Um Nordestino"
9. "Drogas"

## Ficha técnica
- Kim: Voz
- Júlio Cézar: Baixo
- Cezar Motta: Guitarra base e solo
- Guilherme Morgado: Bateria
- Glauco Mozart: Teclados